# JCVD – A Van Damme menet
A JCVD – A Van Damme menet (JCVD) 2008-as belga bűnügyi vígjáték-dráma, melyet a francia-tunéziai Mabrouk El Mechri rendezett. A film főszereplője Jean Claude Van Damme, aki önmagáról forgatott filmet. A cselekmény szerint szülővárosában, Brüsszelben egy postát kirabolnak, ahova Van Damme épp tart, mert nincs pénze, ekkor bajba keveredik.
A filmet Belgiumban és Franciaországban 2008. június 4-én vetítették. 2009. február 20-án a Torontói Nemzetközi Filmfesztiválon és az Adelaide Filmfesztiválon vetítették. A filmet a Peace Arch Entertainment forgalmazza.

## Cselekmény
|  | Alább a cselekmény részletei következnek! |

A filmben Jean-Claude Van Damme önmagát alakítja, mint sikertelen színész. Pénze elfogyott, ügynöke nem tud számára egy megfelelő munkát találni, és a bíró a felügyeleti jog döntésének meghozatalában az exfeleség javára dönt, így a lány az anyához kerül. Van Damme visszatér gyerekkori otthonába, a brüsszeli Schaerbeek-be, ahol még mindig nemzeti ikonként tekintenek rá.
Belép egy postahivatalba, hogy megkapja átutalását, vitatkozni kezd a bankpénztárossal, mindeközben kirabolják a bankot. Ahogy megfordul, a rablók vezetője, pisztolyával megüti az arcát, amivel megvágja a száját. A bankrabló túszul ejti az ügyfelet, a rendőrség pedig tévesen azt hiszi Van Damme-ról, hogy ő a bankrablók vezére. A cselekmény további része több perspektívából lett ábrázolva, Van Damme azon kapja magát, hogy hősként viselkedik, megvédi a túszokat, eközben tárgyalóként is tevékenykedik és a feltételezett elkövető szerepét is ő tölti be.
Egy figyelemre méltó jelenetben, a kamera a díszletek fölé emelkedik, és Van Damme előad egy hat perces monológot, ahol közvetlenül a közönséget célozza meg érzelemmel teli (de jellegzetesen rejtélyes) beszédével, melyben a karrierjéről, több házasságáról és a kábítószerrel való visszaéléséről beszél.
Van Damme ezután meggyőzi az egyik bankrablót, hogy engedjék el a túszokat. Miután ez megtörtént, dulakodás alakul ki és a konfliktus következtében a bankrablók vezetőjét meglövik. A rendőrség a pisztolylövést meghallva azonnal megrohamozza az épületet. A rendőrség lelő még egy rablót, Van Damme-ra pedig az utolsó rabló szegez fegyvert. Van Damme röviden elképzel egy esetet, ahol könyökkel leüti a rablót, majd arcon rúgja, ezután mind a rendőrség, mind a tömeg éljenezésbe kezd. De a valóságban csak hason könyökli, így a rendőrség gyorsan le tudja tartóztatni a bankrablót. Korábban, amikor a rablók vezetőjeként beszélt, Van Damme 465 ezer dollárt követelt az ügyvédi irodának, aki az ő felügyeleti jog ügyét kezelte. Emiatt letartóztatják zsarolásért és egy év börtönre ítélik. A végső jelenetben Van Damme karatézni tanítja a többi rabot a börtönben, ezután pedig családja látogatja őt meg.

## Szereplők
| Színész               | Szerep                     | Magyar hang     |
| --------------------- | -------------------------- | --------------- |
| Jean-Claude Van Damme | JCVD / önmaga              | Mihályi Győző   |
| François Damiens      | Christian Bruges felügyelő | Megyeri János   |
| Zinedine Soualem      | hosszú hajú túszejtő       | Mikula Sándor   |
| Karim Belkhadra       | Arthur, biztonsági őr      | Rudas István    |
| Jean-François Wolff   | szakállas túszejtő         | Várkonyi András |
| Anne Paulicevich      | pénztáros a postán         | Biró Anikó      |
| Liliane Becker        | JCVD anyja                 | Kassai Ilona    |
| François Beukelaers   | JCVD apja                  | Végh Ferenc     |
| Vincent Lecuyer       | videótékás                 | Turi Bálint     |